# Kenelm

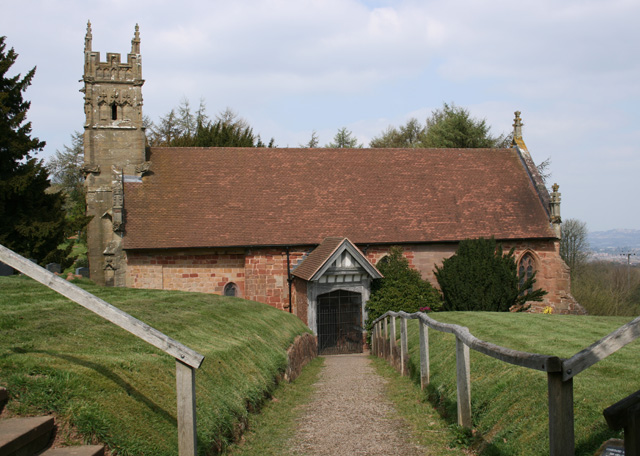
Igreja de São Kenelm, Clent Hills, Worcestershire.

São Kenelm foi um santo anglo-saxão, venerado em toda a Inglaterra medieval e mencionado nos Contos de Cantuária (o conto do sacerdote de Nun, em que o cozinheiro Chaunteecleer tenta demonstrar a realidade dos sonhos proféticos para sua esposa Pertelote). Guilherme de Malmesbury, escrevendo no século XII, relatou que "não havia lugar na Inglaterra a que mais peregrinos viajassem do que a Winchcombe no dia da festa de Kenelm".
Na lenda, São Kenelm era membro da família real de Mércia, um menino rei e mártir, assassinado por um parente ambicioso apesar de receber um sonho profético advertindo-o do perigo. Seu corpo, depois de ser escondido, foi descoberto por uma intervenção milagrosa e transportado pelos monges de Winchcombe para um santuário principal. Lá permaneceu por várias centenas de anos.
Os dois locais mais intimamente ligados a esta lenda são os Clent Hills, ao sul de Birmingham, na Inglaterra, identificados como o cenário de seu assassinato e a pequena cidade de Winchcombe, em Gloucestershire, perto de Cheltenham, onde seu corpo foi enterrado. A pequena igreja de São Kenelm, que data do século XII em uma vila chamada Kenelstowe, agora possui algumas casas dentro da maior vila de Romsley, no Clent Hills. Durante muitos anos, os moradores celebraram o dia de São Kenelm (17 de julho) com uma feira de aldeia e o antigo costume de "caranguejar o pastor" - bombardeando o infeliz clérigo com uma pilha de maçãs de caranguejo.

## A Lenda de São Kenelm

### Mosteiro Winchcombe

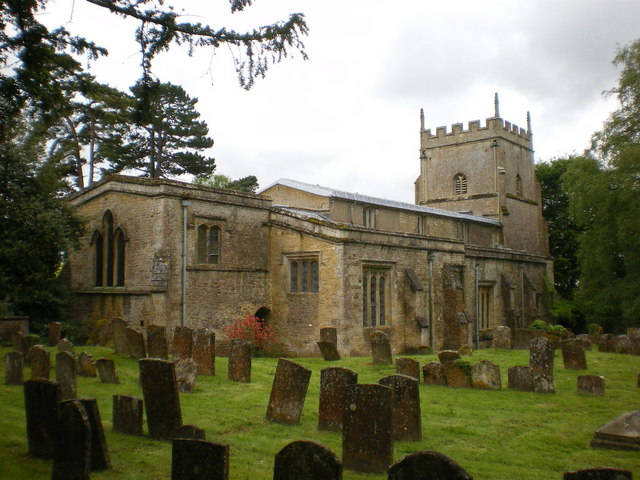
Igreja de São Kenelm, Enstone, Oxfordshire.

O primeiro relato da lenda de São Kenelm reside em uma cópia manuscrita do século XII no mosteiro de Winchcombe, que afirma ser derivada de um relato dado por um monge de Worcester chamado Wilfin. Outros relatos em crônicas são obviamente derivadas da mesma fonte. A história contada por esse manuscrito é a seguinte:
Em 819 D.C., Coenwulf da Mércia morreu, deixando duas filhas, Quendryda e Burgenhilda, e um filho, uma criança de sete anos, chamado Kenelm, que foi escolhido para sucedê-lo. Quendryda invejou seu irmão mais novo e pensou que, se ele fosse morto, ela poderia reinar como rainha. Ela, portanto, conspirou com seu amante, Askobert, o tutor e o guardião de seu irmão, e deu-lhe dinheiro, dizendo: "Mate meu irmão por mim, para que eu possa reinar". Nas Florestas de Worcestershire, em uma viagem de caça, a oportunidade surgiu.
Na noite anterior à viagem de caça, Kenelm teve um sonho em que ele escalou uma grande árvore decorada com flores e lanternas. De cima, ele viu todos os quatro quartos do seu reino. Três se curvaram diante dele, mas o quarto começou a cortar a árvore até cair. Então Kenelm se transformou em um pássaro branco e voou para a segurança. Ao acordar, o jovem rei relatou o sonho de sua babá, uma sábia e experiente na interpretação dos sonhos. Ela chorou, pois sabia que o menino estava destinado a morrer.
No meio do primeiro dia da caçada, o jovem Kenelm, cansado e sentindo calor, decidiu deitar-se debaixo de uma árvore para descansar. Askobert começou a cavar um túmulo, em preparação para o assassinato, mas o menino de repente acordou e advertiu: "Você pensa em me matar aqui em vão, pois eu vou ser morto em outro lugar". Simbolicamente, demonstrou: "veja este graveto de flor". Enquanto ele empurrava um graveto no chão, surgiram raízes e começou a florescer. Cresceu, nos anos seguintes, tornou-se uma grande ash tree, conhecida como árvore de São Kenelm. Impaciente por esta virada de eventos, Askobert levou o pequeno rei até o Clent Hills, e quando a criança começou a cantar o Te Deum, o assassino golpeou sua cabeça e o enterrou onde ele caiu.
A alma de Kenelm levantou-se sob a forma de uma pomba carregando um pergaminho, e voou para Roma, onde deixou cair o pergaminho aos pés do Papa .
Assim, o Papa escreveu ao arcebispo de Canterbury para procurar o corpo. Enquanto caminhavam, viram um pilar de luz brilhando sobre um mato em Worcestershire e debaixo dele o corpo de Kenelm. Quando foi ocupada, uma fonte súbita explodiu do chão e correu para um córrego que trouxe saúde a qualquer pessoa que bebeu. O corpo foi então carregado solenemente para Winchcombe, mas no vau chamado Pyriford sobre o rio Avon, o cortejo do enterro foi recebido por um bando armado do Mosteiro de Worcester, que também reivindicou o título dos restos mortais. A disputa foi resolvida da seguinte forma: qualquer parte acordada pela primeira vez na manhã seguinte poderia levar o prêmio. Quem conseguiu este feito foram os monges da Winchcombe. Apesar de seu acordo, no entanto, eles foram intimamente perseguidos pelo grupo de Worcester. Exaustos de sua rápida marcha, eles pararam logo em frente ao mosteiro de Winchcombe. Quando suas equipes caíram no chão, uma fonte explodiu, e isso os refrescou para que pudessem forçar o Mosteiro Royal Mercian em Winchcombe, onde os sinos soavam e tocavam sem a ação humana.
Então Quendryda perguntou o que significava todo esse toque e foi informado de como o corpo de seu irmão foi trazido em procissão para o mosteiro. "Se isso for verdade", disse ela, "ambos os meus olhos caem sobre este livro", e então ambos os olhos dela caíram de sua cabeça sobre o Saltério que ela estava lendo. Logo depois, ela e seu amante morreram na miséria, e seus corpos foram lançados em uma vala. Os restos de São Kenelm foram enterrados com toda a honra e ele já foi reverenciado como mártir. Seu dia da festa é comemorado em 17 de julho, data da sua transladação para Winchcombe.